# 1400 w polityce

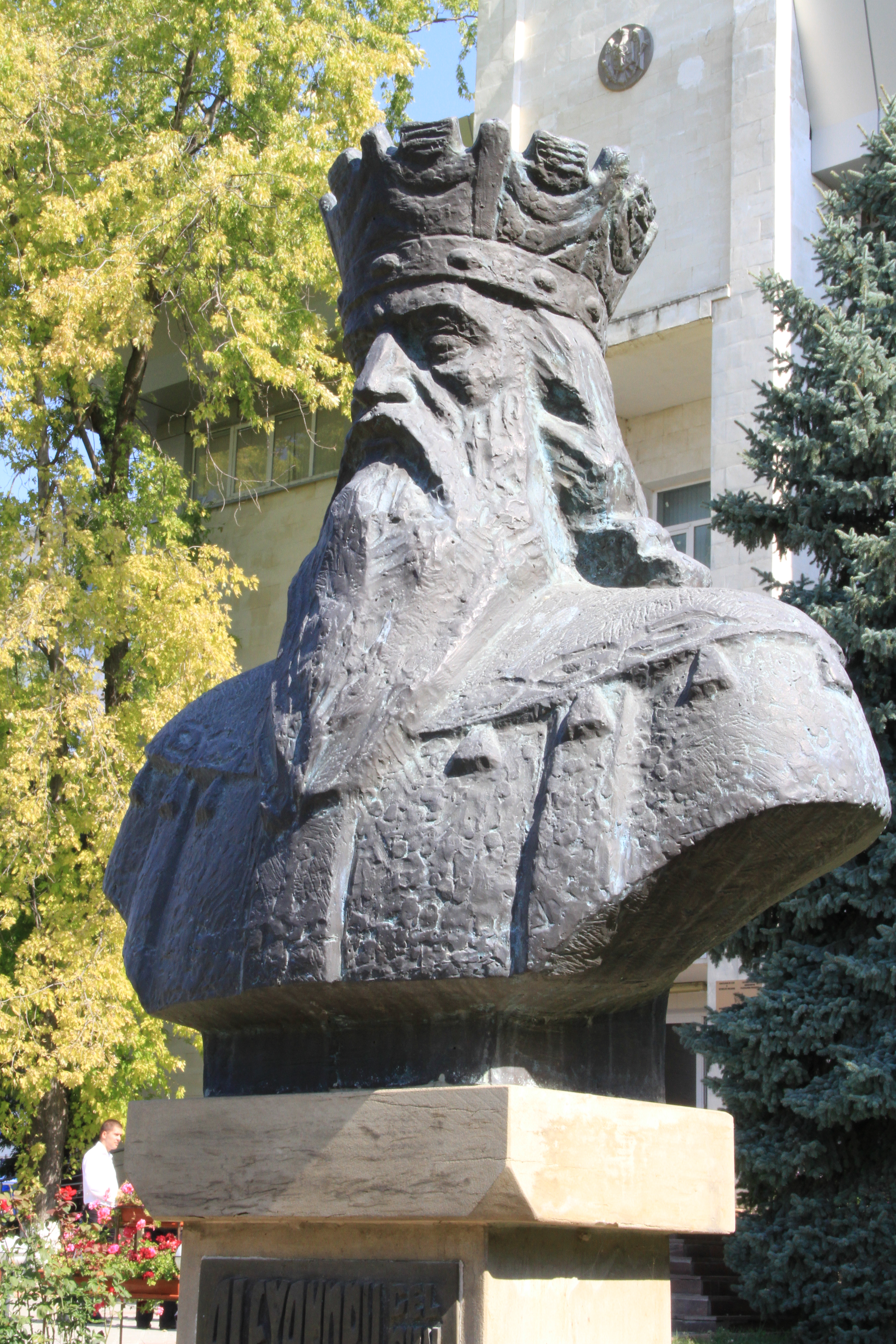
Aleksander Dobry

Wydarzenia polityczne w 1400 roku.

## Wydarzenia
- Walijski wódz Owain Glyndŵr wszczyna powstanie przeciwko Anglikom.
- Szukając pomocy przeciwko Turkom Manuel II Paleolog wyrusza w podróż do europy zachodniej i odwiedza Anglię.
- Aleksander Dobry zostaje hospodarem Mołdawii.
- 13 stycznia – Thomas le Despenser zostaje stracony za udział w rebelii baronów.
- 10 sierpnia - wojna Timura z Imperium Osmańskim: Mongołowie rozpoczęli oblężenie tureckiego miasta Siwas[1].
- 21 sierpnia – Ruprecht z Palatynatu zostaje wybrany na króla rzymskiego.
- 26 sierpnia - wojna Timura z Imperium Osmańskim: kapitulacja Siwas, zakończona masakrą obrońców[2].

## Zmarli
- ok. 14 lutego – Ryszard II, król Anglii.
- 28 kwietnia – Baldus de Ubaldis, włoski prawnik.
- 5 czerwca – Fryderyk I, książę Brunszwiku.
- 20 listopada – Elżbieta Luksemburska, margrabianka morawska i księżna saska.
- Dymitr z Goraja, marszałek wielki koronny i podskarbi wielki koronny.
- Temür Kutług, chan tatarski.